# Piruleta de pollo

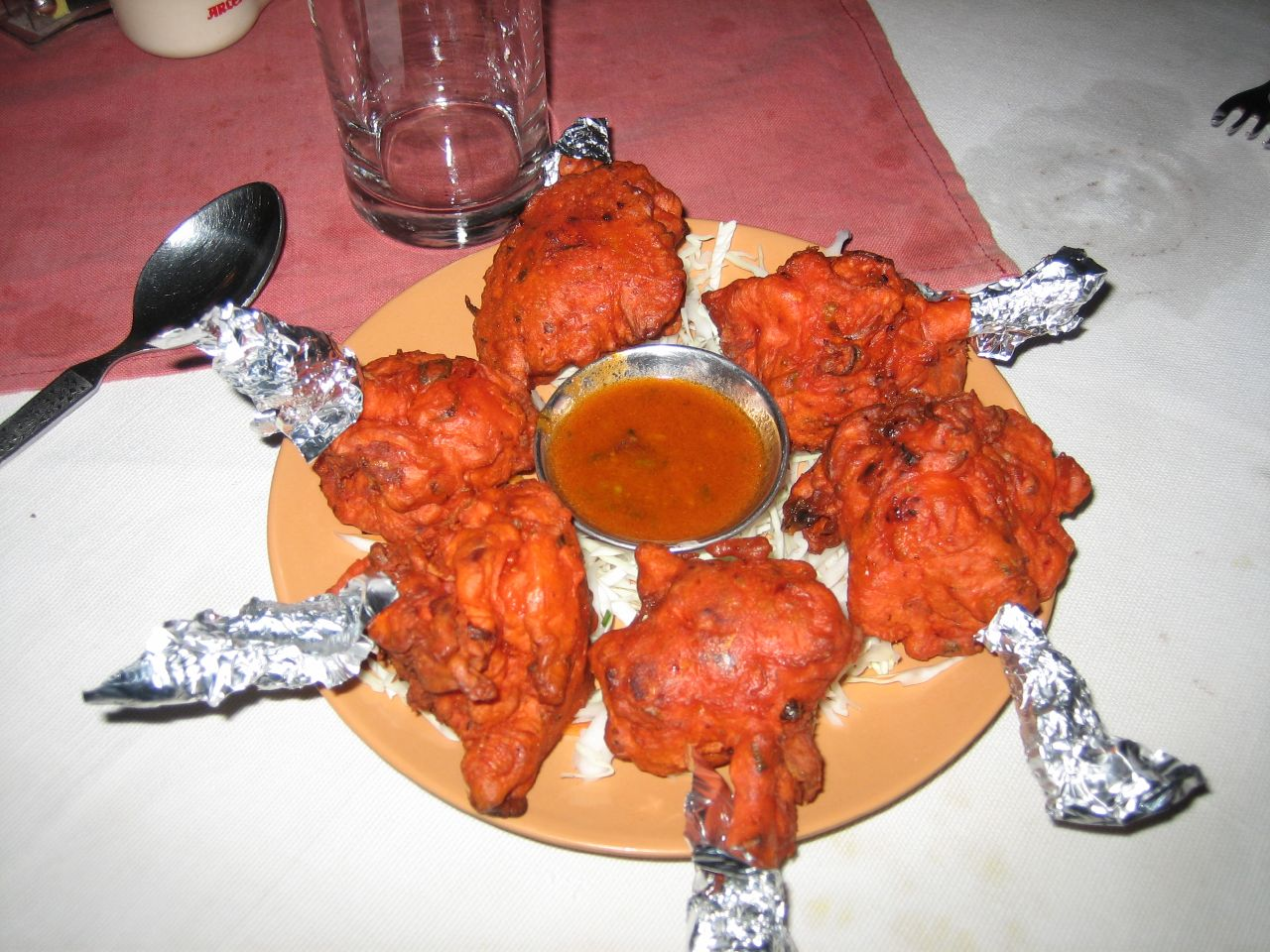
Un plato de piruletas de pollo, con salsa para mojar picante, servido en Goa (India).

La piruleta, chupeta (en Venezuela) o paleta de pollo es un aperitivo hecho con el segmento intermedio (a veces con el interior) de las alitas de pollo. Al segmento intermedio se le retira uno de los dos huesos y la pollo se empuja a una extremo. Entonces se recubre con rebozado rojo picante y se fríen. Es una receta popular en la cocina chino-india, servida con salsa de Sichuan.